# 背棘鱼
背棘鱼（学名：Notacanthus abbotti），又稱長吻背棘魚，为背棘鱼科背棘鱼属的鱼类。分布于南日本、菲律宾等深海区以及东海冲绳海槽等。该物种的模式产地在菲律宾棉兰老。